# Peter Karges
Peter Karges (* 9. Oktober 1811 in Stellberg (Landkreis Fulda); † 28. Mai 1896 ebenda) war ein deutscher Gutsbesitzer und Abgeordneter des Provinziallandtages der preußischen Provinz Hessen-Nassau.

## Leben
Peter Karges war der Sohn des Landwirts Johann Georg Karges und dessen Ehefrau Katharina Muth. In seinem Heimatdorf war er Gutsbesitzer und Bürgermeister (Gemeindevorsteher), als er 1868 in indirekter Wahl einen Sitz im Kurhessischen Kommunallandtag des preußischen Regierungsbezirks Kassel erhielt. Er war hier der Vertreter der Landgemeinden für die Kreise Hünfeld und Gersfeld.